# لیلیان سنت پییر
لیلیان سنت پییر (به انگلیسی: Liliane Saint-Pierre) (زاده ۱۸ دسامبر ۱۹۴۸) خواننده بلژیکی است.
او نماینده بلژیک در مسابقه آواز یوروویژن ۱۹۸۷ بود.